# 阿爾巴尼亞乙組足球聯賽
阿爾巴尼亞乙組足球聯賽（Third Division）是阿爾巴尼亞足協協會組織的第三級別職業足球聯賽。
2005年開始阿爾巴尼亞乙組足球聯賽用地理位置分開成兩組，A組 13 隊和B組 13 隊。各組的優勝者獲得升級到阿爾巴尼亞甲組足球聯賽的權利，他們會進行一場比賽決定聯賽最終冠軍。各組最低分球隊會降級到阿爾巴尼亞丙組足球聯賽。

## 外部連結
- Soccerway